# Sandesha Kavya
Le Sandesha Kavya (IAST Sandeśakāvya), ou poème de messager, est un genre littéraire d'origine sanskrite. Sandeśa (संदेश) signifie « message » et le Kāvya (en) (काव्य) est une forme poétique courte, caractérisée par l'abondance des figures de style. Le thème du message et du messager, déjà largement présent dans les épopées hindoues, a été repris comme thème central d'un poème par Kalidasa (IVe siècle), puis par Bhavabhuti (VIIIe siècle), Dhoyin (XIIe siècle) et de nombreux autres poètes de renom, y compris en langue vernaculaire.

## Contenu
Les poèmes de messagers comportent toujours deux parties. La première présente d'abord le héros, puis le messager fait son apparition, avant la description du trajet qu'il devra parcourir. La seconde partie présente sa destination, l'endroit où se trouve l'héroïne et la tristesse de celle-ci en l'absence du bien-aimé ; elle se conclut par la remise du message, qui expose l'état du héros et adresse un mot de consolation. L'authenticité du message est assurée par l'évocation d'un épisode que seuls le héros et l'héroïne peuvent connaître.
Le messager peut être à peu près n'importe qui : un oiseau, une abeille, un nuage, le vent... La description de son trajet fournit une foule d'informations sur les villes, temples, monuments, jardins, forêts, rivières, montagnes, animaux et habitants. L'amour dans la séparation est l'émotion principale, d'où un ton naturellement élégiaque, malgré les différences d'un poème à l'autre.

## Métrique
Le mètre poétique utilisé est le Mandākrāntā (« qui avance lentement »), formé de stances de quatre lignes chacune, chaque ligne comportant dix-sept syllabes, comme dans la stance 15 du Meghadūta :
रत्नच्छायाव्यतिकर इव प्रेक्ष्यमेमत् पुरुस्ताद् वल्मीकाग्रात् प्रभवति धनुष्खण्डमाखण्डलस्य |
येन श्यामं वपुरतितरां कान्तिमापत्स्यते ते बर्हेणेव स्फुरितरुचीना गोपवेशस्य विष्णोः ||१५||
« Comme le mélange des teintes dans les joyaux, à l'Est, au sommet de la montagne de Valmīkā, apparaîtra une portion de l'arc d'Akhandala (Indra), grâce auquel ce corps d'un bleu profond gagnera une excessive beauté, comme celui de Vishnou vêtu en berger (il s'agit de Krishna) grâce à la queue du paon, qui possède une beauté chatoyante. »

## Le Sandesha Kavya de Ghatakarpara
Le Poème de la cruche brisée est traditionnellement considéré comme le précurseur des poèmes de messagers. Il s'agit d'un court poème consacré à un message envoyé à son mari par une épouse éplorée. Celle-ci adresse ses lamentations aux nuages de mousson, à sa confidente, à son mari absent et à des arbres, sans que quiconque soit chargé de les transmettre. Composé de vingt-quatre stances de cinq mètres différents, il mentionne à la fin le nom de Ghatakarpara, un auteur dont on ignore s'il a existé. Ghatakarpara aurait pu être un des « neuf joyaux (en) » de la cour du roi Vikramāditya, en même temps que Kalidasa.
Abhinavagupta, auteur au Xe siècle d'un commentaire sur le Poème de la cruche brisée, pense que le poème serait en fait l'œuvre de Kalidasa lui-même, mais l'indianiste Siegfried Lienhard (en), s'appuyant notamment sur sa construction, considère que cette attribution est fausse et que cette œuvre mineure n'est pas le précurseur des poèmes de messager.

## Célèbres poèmes de messager
Dans le Meghaduta de Kalidasa, le messager est un nuage, dans le Pavanadūta de Dhoyin c'est le vent et dans le Mayurasandeśa d'Udaya, il s'agit d'un paon. Le poème le plus ancien et le plus célèbre est le Meghaduta, écrit en stances de quatre lignes de dix-sept syllabes en mètre Mandākrāntā. Ce mètre est utilisé au VIIIe siècle par le dramaturge Bhavabhuti à l'acte IX 25-26 de son Mālatīmādhava, où il le met dans la bouche du héros Mādhava, qui cherche un nuage pour porter un message à sa bien-aimée Mālatī.